# Bdelyrus geijskesi
Bdelyrus geijskesi là một loài bọ cánh cứng trong họ Bọ hung (Scarabaeidae).